# Pic de Cataperdís
Le pic de Cataperdís est un sommet des Pyrénées sur la frontière entre l'Andorre et la France culminant à une altitude de 2 805 mètres ou 2 807 mètres entre la paroisse d'Ordino et la commune d'Auzat, en Ariège.

## Toponymie
Pic a le même sens en catalan qu'en français et désigne un sommet pointu par opposition aux tossa et bony fréquemment retrouvés dans la toponymie andorrane et qui correspondent à des sommets plus « arrondis ». Pic est un terme d'origine latine.
Cataperdís est la forme catalane (reconnue par la nomenclature des toponymes d'Andorre) tandis que l'on retrouve la forme occitane Cataverdís côté français,. Il s'agirait d'un exemple de vacillation accentuelle entre une consonne occlusive bilabiale et une consonne fricative labio-dentale en rapport avec l'origine bascoïde du toponyme. La terminaison -ís est d'ailleurs fréquemment retrouvée dans les noms pyrénéens pré-romans.

## Géographie

### Topographie
Le pic de Cataperdís est situé sur la frontière entre l'Andorre et la France entre le pic des Langounelles (2 819 m) au sud et le port de Rat (2 540 m) au nord. Il fait partie des cirques glaciaires d'Arcalís au nord et de l'Angonella au sud,. Il surplombe notamment les estanys de l'Angonella.

### Géologie
Le pic de Cataperdís est situé sur la chaîne axiale primaire des Pyrénées formée de roches du Paléozoïque. Ces roches sont essentiellement de nature métamorphique (schiste),.

### Climat
| Mois                              | jan. | fév. | mars | avril | mai   | juin | jui. | août  | sep.  | oct.  | nov.  | déc.  | année   |
| --------------------------------- | ---- | ---- | ---- | ----- | ----- | ---- | ---- | ----- | ----- | ----- | ----- | ----- | ------- |
| Température minimale moyenne (°C) | −5,8 | −6,6 | −5,3 | −3,9  | −0,6  | 2,6  | 5    | 4,9   | 2,8   | 0,7   | −2,8  | −4,7  | −0,9    |
| Température moyenne (°C)          | −3,6 | −3,7 | −2   | −1,3  | 2,9   | 6,8  | 10,1 | 9,9   | 7     | 3,7   | −0,6  | −2,5  | 2,2     |
| Température maximale moyenne (°C) | −1,3 | −1   | 1,3  | 1,9   | 6,5   | 11,2 | 15,4 | 14,9  | 11,2  | 6,9   | 2,1   | −0,2  | 5,7     |
| Précipitations (mm)               | 87,9 | 46,5 | 62,4 | 108,7 | 134,5 | 124  | 97,2 | 106,9 | 106,9 | 112,4 | 134,2 | 103,7 | 1 225,1 |

## Voies d'accès
Depuis la station de ski Ordino Arcalís ou encore par l'intermédiaire de la Haute randonnée pyrénéenne, il est possible de rejoindre le port de Rat au pied du pic. De là il est ensuite possible d'atteindre le sommet du pic de Cataperdís et de poursuivre le long de la crête sud du cirque d'Arcalís jusqu'au pic d'Arcalís.
Depuis 2017, une sculpture métallique haute de 1,40 m représentant un estripagecs en marque le sommet. Cette sculpture est une copie à taille réduite des estripagecs installés par l'artiste Pere Moles dans le parc naturel de Sorteny. Cinq sculptures identiques ornent d'autres sommets emblématiques de la paroisse d'Ordino : pic de Casamanya, pic de l'Estanyó, pic de Font Blanca, pic de Serrère, pic de Tristagne.